# Народный референдум (Беларусь)

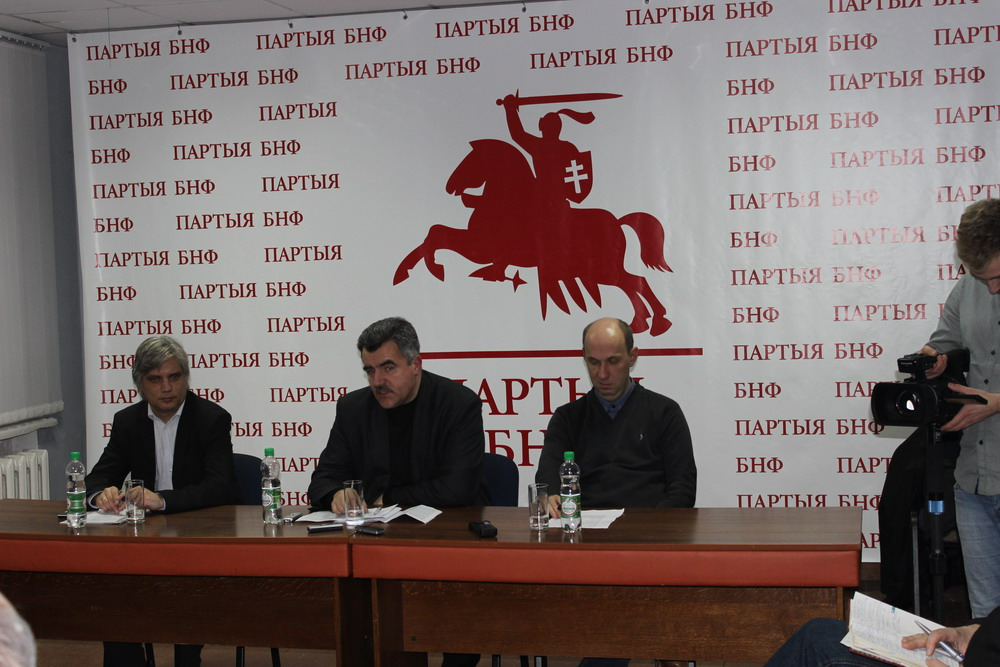
Слушания 16.12.2014 в Минске в рамках кампании «Народный референдум»

Народный референдум — политическая кампания в Белоруссии в 2013—2015 годах. Целью кампании, по заявлению организаторов, является проведение референдума по ряду важных внешне- и внутриполитических вопросов. Инициаторами кампании стали ряд оппозиционных политических и общественных организаций.

## Организаторы и цели
Инициаторами кампании стали Движение «За свободу», партия БНФ, и гражданская кампания «Говори правду». Позже инициативу поддержали Белорусская социал-демократическая партия (Грамада), оргкомитет по созданию Партии Свободы и прогресса, а также, по утверждению инициаторов, около полусотни общественных организаций.
Декларируемая цель кампании — провести в стране референдум, «который определит, как должна развиваться Беларусь и вернет уважение и возможности гражданам Беларуси». По мнению аналитиков Белорусского института стратегических исследований, основной целью кампании является «расширение коммуникации оппозиции с населением в преддверии избирательных кампаний 2014—2015 годов».

## Вопросы, выносимые на референдум
Инициаторы референдума провели ряд встреч с гражданами в городах Белоруссии. По их утверждениям, письменным и телефонным анкетированием были охвачены десятки тысяч человек. В результате были выработаны следующие вопросы, выносимые на референдум:
1. Согласны ли вы, что в государственных учреждениях образования и здравоохранения все услуги гражданам Беларуси должны оказываться бесплатно?
2. Согласны ли вы, что руководители исполкомов городов, районов, областей должны выбираться прямым голосованием граждан?
3. Поддерживаете ли вы курс на экономическую интеграцию, ассоциацию и создание безвизового пространства с Европейским Союзом?
4. Согласны ли вы, что для обеспечения нейтрального статуса Беларуси в стране должно быть запрещено размещение зарубежных военных объектов, ядерного оружия, а белорусские военные не должны нести службу за границей?
5. Согласны ли вы, что один и тот же человек не может занимать должность президента более двух сроков?
6. Согласны ли вы, что деньги, полученные от запланированной правительством приватизации, в первую очередь должны пойти на компенсацию вкладов, потерянных во время девальвации 2011 года, и создание рабочих мест?

## Процедурные вопросы
Согласно статье 74 Конституции Республики Беларусь, инициировать референдум имеют право:
- президент;
- парламент (Палата представителей и Совет Республики);
- граждане — путём сбора 450 тысяч подписей.

Статьей 124 Избирательного кодекса установлено, что юридическая сила решения, принятого референдумом, определяется указом Президента Республики Беларусь о назначении референдума. Согласно статье 114 Избирательного кодекса граждане, желающие проведения референдума, обязаны сформировать инициативную группу в количестве не менее 100 человек, в равной степени представляющих каждую область и город Минск. Инициативная группа регистрируется Центризбиркомом, а вопрос, предлагаемый для вынесения на референдум, проходит экспертизу в Министерстве юстиции и Генпрокуратуре на предмет соответствия законодательству. Собрать подписи необходимо за 2 месяца.
Инициаторы Народного референдума решили воспользоваться первыми двумя вариантами назначения всенародного голосования и начали сбор подписей граждан под соответствующим обращением к президенту и парламенту. Как пишет один из руководителей кампании Сергей Возняк, 50 тысяч подписей могут быть направлены президенту и парламенту как коллективное обращение граждан с предложением назначить референдум.

## Ход событий

### Подготовительная работа
Кампания была анонсирована 20 мая 2013 года. По мнению аналитиков Белорусского института стратегических исследований, тема «Народного референдума» в мае стала доминирующей в политической жизни страны.
В июне начались встречи с населением с обсуждением потенциальных вопросов референдума и прошёл круглый стол с участим независимых экспертов. 10 октября организаторы заявили, что к кампании присоединились более 40 региональных НГО. 31 октября были озвучены 10 предварительных вопросов, выносимых на референдум, а 20 декабря — окончательные 6 вопросов.

### Сбор подписей
Активный сбор подписей за проведение референдума начался в 2014 году — с 17 января в Брестской области. Первые 5 тысяч были собраны к 29 января.
На 30 ноября 2014 года организаторы заявили о сборе 70 тысяч подписей и планах собрать 100 тысяч до конца 2014 года.

### Встречи с депутатами и чиновниками
С 14 июля 2014 года организаторы кампании начали серию встреч с депутатами Палаты представителей и обсуждение с ними вопросов вынесенных на референдум и ряда других общественно-значимых тем. Первая встреча прошла в Бресте с депутатом Ларисой Богданович. Депутат пообещала подумать над предложениями инициаторов кампании «Народный референдум» и встретиться с активистами ещё раз.
17 августа 2014 активист кампании Татьяна Короткевич приняла участие в первых общественных слушаниях в Гродно по проблемам доступности и качества образования. 7 октября предложения по улучшению сферы образования, сформулированные по результатам общественных слушаний, были переданы активистом Андреем Дмитриевым заместителю министра образования Вадиму Богушу.
22 ноября 2014 года в Витебске состоялась встреча активистов «Народного референдума» с председателем постоянной комиссии Палаты представителей по здравоохранению Александром Цецохо. В ходе встречи депутат пообещал вынести предложения и рекомендации активистов на рассмотрение возглавляемой им комиссии. 2 декабря прошла встреча с заместителем министра здравоохранения Дмитрием Пиневичем.
На 22 декабря 2014 года активисты кампании провели встречи с 46 депутатами и двумя заместителями министров. В 15 городах состоялось 18 общественных слушаний, всего их посетило около 500 человек.

### Преследование активистов
Ряд сборщиков подписей были в процессе кампании задержаны правоохранительными органами, а подписи — конфискованы. Такие события происходили 4 апреля 2014 — в Бресте, 17 июня — в Бобруйске и 3 октября — в Гродно.
31 октября 2014 года Владислав Кошелев был арестован на трое суток за сбор подписей в одном из минских общежитий.

## Оценки
Административный директор дискуссионно-аналитического сообщества «Либеральный клуб» Никита Беляев расценил выносимые на референдум вопросы как популистские. По его мнению идеи бесплатной медицины и образования невозможно в ближайшее время воплотить в жизнь, а использование средств от приватизации на возмещение потерь от девальвации — крайне нерационально.
11 марта 2014 года председатель Центральной избирательной комиссии Белоруссии Лидия Ермошина выступила с критикой организаторов «Народного референдума». Она оценила их действия как нарушение действующего законодательства, поскольку они не соблюдают процедуру сбора подписей для проведения референдума, а именно регистрацию инициативной группы в ЦИК и экспертизу вопросов референдума в Минюсте. Обращаясь к подписантам она заявила: «Ваша подпись нигде не будет учтена и нигде не будет принята во внимание». Организаторы не согласились с этой оценкой, поскольку по их мнению никакой закон не запрещает действовать через Палату представителей или президента, передав им подписи, собранные вне процедуры инициирования референдума гражданами. Действовать через ЦИК организаторы считают бессмысленным, а руководитель кампании Говори правду Андрей Дмитриев назвал ЦИК «похоронным бюро политических инициатив»

## Завершение кампании
8 декабря 2015 года Партия БНФ, движение «За Свободу» и Белорусская социал-демократическая партия (Грамада) вышли из кампании «Народный референдум». Представитель движения «За Свободу» Юрий Губаревич заявил, что у них возникли претензии к кампании «Говори правду» в связи с действиями кандидата в президенты Беларуси на выборах в октябре 2015 Татьяны Короткевич, которая представлялась кандидатом коалиции «Народный референдум».